# Menjamel de matollar
El menjamel de matollar (Microptilotis albonotatus) és un ocell de la família dels melifàgids (Meliphagidae).

## Hàbitat i distribució
Viu en zones de matollar de Nova Guinea, a excepció de la zona nord-occidental i la conca del Sepik-Ramu.